# Esveida Bravo Martínez
Esveida Bravo Martínez (Ciudad de México, 12 de octubre de 1932) es una política mexicana, integrante del Partido Verde Ecologista de México (PVEM). Ha sido en dos ocasiones diputada federal y en una a la entonces Asamblea de Representantes del Distrito Federal.

## Biografía
Originaria de la Ciudad de México, cuenta con estudios hasta nivel secundaria y cursos sobre Desarrollo Sustentable en la Universidad Iberoamericana, de Promoción Ambiental en la Universidad Nacional Autónoma de México, y de Derechos Humanos en la Asamblea Legislativa del Distrito Federal y en la Comisión Nacional de los Derechos Humanos.
Entre 1976 y 1982 fue jefa de manzana y luego prosecretaria de la Mesa Directiva de la Junta de Vecinos de la colonia Santa Úrsula y fue fundadora de la brigada de trabajo los Pedregales Democracia y Justicia Social. En 1982 fue miembro fundador de la Alianza Ecologista Nacional y a partir de 1986 de los tres partidos que darían origen al actual Partido Verde: el Partido Verde Mexicano (PVM) en 1986, el Partido Ecologista de México (PEM) en 1991 y finalmente el PVEM en 1993. Entre 1991 y 1993 fue secretaria general del comité nacional del PEM.
Desde entonces, es considerada una persona muy cercana al fundador de dichos partidos, Jorge González Torres y su hijo y sucesor, Jorge Emilio González Martínez; en el contexto de las denuncias que señalan el uso del partido como bien patrimonial de dichos dirigentes, es considerado un miembro de su círculo de beneficiarios y se le señala por llegar a todos sus cargos por su cercanía con ellos y ser «la mamá de "una chica que trabajaba en las oficinas de los González"».
En 1994 fue secretaria de Gobierno y luego y hasta 2003, secretaria de Acción Comunitaria del PVEM. Fue candidata a diputada federal en 1988 y diputada local del Distrito Federal en 1991 sin haber logrado el triunfo, pero siendo elegida por el principio de representación proporcional a la II Asamblea de Representantes del Distrito Federal, en la que ocupó los cargos de vicepresidenta de la comisión de la Juventud; secretaria de la comisión de Derechos Humanos; y, secretaria de la comisión de Salud y Asistencia Social.
En 2000 fue elegida diputada federal por representación proporcional a la LVIII Legislatura que concluyó en 2003 y en la que fue presidenta el comité de Información, Gestoría y Quejas; e integrante de las comisiones de Atención a Grupos Vulnerables; de Equidad y Género; y, de Participación Ciudadana. En 2006 volvió a ser elegida diputada federal pero en esta ocasión con carácter de suplente del propietario Faustino Javier Estrada González a la LX Legislatura que concluyó en 2009. Ejerció la diputación por licencia del titular entre el 26 de marzo y el 6 de julio de 2009 para ser candidato al Congreso del Estado de Morelos; en esta legislatura fue integrante del comité de Información, Gestoría y Quejas; y de la comisión de Educación Pública y Servicios Educativos; así como de las especial para conocer las políticas y la procuración de justicia vinculada a los feminicidios del país; especial para dar Seguimiento a las Agresiones a Periodistas y Medios de Comunicación; y, especial para el Seguimiento del Acuerdo Nacional para el Campo y al Capítulo Agropecuario del Tratado de Libre Comercio.